# (3527) McCord
(3527) McCord est un astéroïde de la ceinture principale.

## Description
(3527) McCord est un astéroïde de la ceinture principale. Il fut découvert le 15 avril 1985 à la station Anderson Mesa par Edward L. G. Bowell. Il présente une orbite caractérisée par un demi-grand axe de 2,29 UA, une excentricité de 0,12 et une inclinaison de 5,5° par rapport à l'écliptique.

## Compléments